# Julien Anziani
Julien Anziani (Ajaccio, 23 giugno 1999) è un calciatore francese, centrocampista del Sarıyer.

## Carriera
È cresciuto nel settore giovanile del Gazélec Ajaccio, con cui ha debuttato il 19 settembre 2017 nell'incontro di Ligue 2 perso 5-0 contro lo Stade Reims. Il 12 novembre seguente ha segnato il suo primo gol nella partita di Coppa di Francia vinta 4-1 contro il Cagnes-Le-Cros.
Nel 2021 è passato all'Avranches e l'anno successivo è andato al Bastia-Borgo. Nel 2023 ha firmato con il Dunkerque, con cui ha conquistato la promozione in Ligue 2 al termine della stagione. Titolare per tutta l'annata, il 9 luglio 2024 ha cambiato nuovamente squadra facendo ritorno in Corsica fra le file dell'Ajaccio.

## Statistiche

### Presenze e reti nei club
Statistiche aggiornate al 14 febbraio 2025.
| Stagione               | Squadra                | Campionato             | Campionato | Campionato | Coppe nazionali | Coppe nazionali | Coppe nazionali | Coppe continentali | Coppe continentali | Coppe continentali | Altre coppe | Altre coppe | Altre coppe | Totale | Totale | Totale |
| Stagione               | Squadra                | Comp                   | Pres       | Reti       | Comp            | Pres            | Reti            | Comp               | Pres               | Reti               | Comp        | Pres        | Reti        | Pres   | Reti   |        |
| ---------------------- | ---------------------- | ---------------------- | ---------- | ---------- | --------------- | --------------- | --------------- | ------------------ | ------------------ | ------------------ | ----------- | ----------- | ----------- | ------ | ------ | ------ |
| 2017-2018              | Gazélec Ajaccio        | L2                     | 5          | 0          | CF+CdL          | 2+0             | 1+0             | -                  | -                  | -                  | -           | -           | -           | 7      | 1      |        |
| 2018-2019              | Gazélec Ajaccio        | L2                     | 11         | 0          | CF+CdL          | 2+1             | 0               | -                  | -                  | -                  | -           | -           | -           | 14     | 0      |        |
| 2019-2020              | Gazélec Ajaccio        | N                      | 16         | 1          | CF+CdL          | 1+2             | 0               | -                  | -                  | -                  | -           | -           | -           | 19     | 1      |        |
| Totale Gazélec Ajaccio | Totale Gazélec Ajaccio | Totale Gazélec Ajaccio | 32         | 1          |                 | 8               | 1               |                    | -                  | -                  |             | -           | -           | 40     | 2      |        |
| 2020-2021              | Avranches 2            | N3                     | 2          | 1          | -               | -               | -               | -                  | -                  | -                  | -           | -           | -           | 2      | 1      |        |
| 2020-2021              | Avranches              | N                      | 30         | 3          | CF              | 1               | 1               | -                  | -                  | -                  | -           | -           | -           | 31     | 4      |        |
| 2021-2022              | Bastia-Borgo           | N                      | 32         | 4          | CF              | 2               | 0               | -                  | -                  | -                  | -           | -           | -           | 34     | 4      |        |
| 2022-2023              | Dunkerque              | N                      | 33         | 3          | CF              | 3               | 1               | -                  | -                  | -                  | -           | -           | -           | 36     | 4      |        |
| 2023-2024              | Dunkerque              | L2                     | 36         | 4          | CF              | 4               | 0               | -                  | -                  | -                  | -           | -           | -           | 40     | 4      |        |
| Totale Dunkerque       | Totale Dunkerque       | Totale Dunkerque       | 69         | 7          |                 | 7               | 1               |                    | -                  | -                  |             | -           | -           | 76     | 8      |        |
| 2024-2025              | Ajaccio                | L2                     | 23         | 1          | CF              | 1               | 0               | -                  | -                  | -                  | -           | -           | -           | 24     | 1      |        |
| Totale carriera        | Totale carriera        | Totale carriera        | 91         | 6          |                 | 9               | 1               |                    | -                  | -                  |             | -           | -           | 100    | 7      |        |